# Zoolea borellii
Zoolea borellii es una especie de mantis de la familia Mantidae.

## Distribución geográfica
Se encuentra en Argentina.